# Miss Venezuela 1980
El Miss Venezuela 1980 fue la vigésima séptima (27º) edición del certamen Miss Venezuela, la cual se celebró en Caraballeda, estado Vargas, Venezuela, el jueves 8 de mayo de 1980. La ganadora fue Maye Brandt, Miss Lara.
El certamen fue transmitido en vivo por Venevisión desde el Hotel Macuto Sheraton, en Caraballeda, estado Vargas. Al final de la noche de la competencia Maritza Sayalero, la primera primera Miss Universo venezolana de la Historia, coronó a Maye Brandt, Miss Lara, como la nueva Miss Venezuela.
Esta edición del certamen es considerada como la del "vuelco radical" del Miss Venezuela debido a que, luego del triunfo de Sayalero en el Miss Universo, se reformó totalmente el concurso. Por otra parte ésta fue la primera vez que, formalmente, este certamen se televisó en colores (luego que el gobierno venezolano promulgara, el 5 de octubre de 1979, el Decreto 319 en donde ese país acogió el sistema de televisión a color NTSC-M y cuyas transmisiones se iniciaron el 1 de diciembre de este mismo año, aunque no se oficializarían definitivamente sino el 1 de junio de 1980). También se debe mencionar que, a partir de esta edición, Joaquín Riviera asumió la producción general del evento; convirtiéndolo en el gran show televisivo que es hoy en día y, finalmente, acá fue el debut de Carmen Victoria Pérez como conductora (y además por Venevisión, luego que Pérez había sido la imagen de RCTV durante varios años).
Como curiosidad se debe mencionar la incursión como animadora, en esta edición, de -la hoy fallecida actriz- Hilda Carrero, pero su trabajo se limitó únicamente a mencionar a los auspiciadores del evento.

## Resultados
| Resultado           | Candidata                                  |
| ------------------- | ------------------------------------------ |
| Miss Venezuela 1980 | - Lara - Maye Brandt (†)                   |
| 1.ª Finalista       | - Departamento Vargas - Hilda Abrahamz     |
| 2.ª Finalista       | - Amazonas - Graciela La Rosa              |
| 3.ª Finalista       | - Guárico - Lisbeth Fernández              |
| 4.ª Finalista       | - Aragua - Julie Fernández (DESCALIFICADA) |

### Premiaciones especiales
- Miss Amistad: Betsy Ballestrini Ponce —  Trujillo

- Miss Elegancia: Dalia Novellino —  Barinas

- Miss Fotogénica: Elizabeth Cocucci Bueno —  Nueva Esparta

- Miss Simpatía: Nathalie Sáiz —  Falcón

## Participantes
| - Miss Amazonas - Grazia (Graciela) Lucía Rossana La Rosa Guarneri - Miss Aragua - Julie Fernández Gómez - Miss Barinas - Dalia Elena Josefina Novellino Blonval + - Miss Carabobo - María Gabriela Bolaños - Miss Cojedes - Lirio González Jiménez - Miss Departamento Vargas - Hilda Astrid Abrahamz Navarro - Miss Distrito Federal - Milagros Alejandra (Mila) Toledo Villegas - Miss Falcón - Nathalie Saíz Le Guerinel | - Miss Guárico - Lisbeth Fernández Watson - Miss Lara - María Xavier (Maye) Brandt Angulo + - Miss Mérida - Ennia Marchetti Campoli (Se retiró) - Miss Miranda - Yadira Santana (Se retiró) - Miss Nueva Esparta - Elizabeth Cocucci Bueno - Miss Sucre - Kennedy Jackeline Pettine Campagna - Miss Trujillo - Betsy Elvira Balestrini Ponce - Miss Zulia - Soraya Nava Bravo |

## Participación en concursos internacionales
- Maye Brandt fue al Miss Universo 1980, celebrado en Seúl, Corea del Sur, donde no logró clasificar entre las 12 semifinalistas, aunque era una de las favoritas.
- Hilda Abrahamz clasificó en el top 15 de las finalistas del Miss Mundo 1980 celebrado en Londres, Inglaterra.
- Graciela La Rosa no clasificó en Miss Internacional 1980 celebrado en Tokio, Japón. Es de hacer notar que, anteriormente, había ganado el Miss Bikini Internacional 1978 celebrado en Venezuela.
- Lisbeth Fernández viajó a dos certámenes: primero al Miss Young Internacional 1980 efectuado en Manila, Filipinas, el cual no clasificó y, posteriormente, fue a Ecuador donde ganó el título de Miss Turismo de las Américas 1981.
- Milagros Toledo, quien luego sería conocida como Mila Toledo, previamente quedó como 1ª Finalista en el Miss Princesita del Mundo 1978.

## Eventos posteriores y Notas
- Maye Brandt (Lara) luego del Miss Venezuela se convirtió en una reconocida modelo. Estuvo casada con el hoy Primer Actor -y galán de esa época- de las telenovelas Jean Carlo Simancas. Brandt se suicidó en 1982 y su muerte causó una enorme conmoción en su época la cual, a casi cuatro décadas de la misma, aún sigue generando polémicas.
- Hilda Abrahamz (Departamento Vargas) desarrollo una fructífera carrera como modelo y actriz, convirtiéndose en una de las Primeras Actrices venezolanas más renombradas -y "odiadas"- por sus múltiples interpretaciones como la perversa villana principal de las telenovelas.
- Graciela La Rosa (Amazonas) se destacó como una reconocida modelo.
- Mila Toledo (Distrito Federal) se destacó como una reconocida diseñadora y orfebre de fama internacional; grandes personalidades integrantes de la realeza, mandatarios, polìticos y artistas lucen sus joyas y ha recibido importantes reconocimientos internacionales. En 2018 Toledo fue designada como la orfebre oficial de Miss Venezuela.
- Yadira Santana (Miranda) se retiró una semana antes de la final y, posteriormente, desarrollo una fructífera carrera como actriz, muy especialmente en México y Estados Unidos.
- Lirio González (Cojedes) además de convertirse en abogada, desarrolló una notable carrera como locutora y conductora en la radio y la televisión de su estado natal.
- María Gabriela Bolaños (Carabobo) es sobrina de Gisela Bolaños Scarton Miss Venezuela 1953.
- En esta edición ocurrió un hecho un tanto anecdótico con Julie Fernández (Aragua), al finalizar el desfile en traje de gala: Fernández pisó, inadvertidamente, la capa del vestido de Miss Amazonas, Graciela La Rosa, pero cuando La Rosa jaló dicha prenda, se le rompió uno de los tacones a Fernández para, finalmente, terminar cayendo de rodillas. Sin embargo Miss Aragua se levantó rápidamente y, con todo y eso, siguió desfilando como si nada y ambas, además, terminaron quedando en el cuadro de finalistas.
- Otra nota anecdótica (y hasta divertida, si se quiere) sucedió durante la ronda de preguntas cuando Gilberto Correa cuestionó a Lisbeth Fernández (Guárico) sobre cuál era la circunstancia que más amenazaba la vida de los jóvenes, a lo que ella contestó sin titubeos: "Yo pienso que existe una constante amenaza para nosotros los jóvenes... ¿Quieren que les diga qué es? ¡Una Guerra Nuclear! ¿Se imaginan? Una guerra nuclear no permitiría a nosotros los jóvenes estudiar, trabajar, y tal vez no podamos casarnos ni tener hijos, ¿En qué pensamos? ¡En Galáctica!". La respuesta generó más de un comentario jocoso en su momento y años después, gracias a la aparición de YouTube, este incidente fue conocido por las nuevas generaciones. Sin embargo, viéndolo ahora en retrospectiva, algunos creen que la surrealista declaración de Fernández quizás podría justificarse por el hecho de que, para la época (y en el contexto de la Guerra Fría), existía el temor de una posible guerra entre Estados Unidos y la entonces Unión Soviética con el uso de armas nucleares y ella estaría aludiendo a la trama de la serie televisiva de ciencia ficción Battlestar Galactica, sobre el futuro de la humanidad en una época posguerra nuclear.
- El 10 de mayo de 1980, dos días después de haberse realizado el concurso, Julie Fernández dio una conferencia de prensa junto a Lirio González en donde ambas denunciaron que ellas dos, junto con otras seis candidatas, descubrieron ciertos manejos poco decorosos dentro del concurso entre varios organizadores y otras candidatas incluyendo el hecho de que en una ocasión, al viajar desde Caracas hasta el hotel Macuto Sheraton (donde se celebraba el concurso), fueron testigos de que algunas de ellas fumaron marihuana, la cual fue suministrada por el chofer del vehículo en donde todas viajaban. La directiva del concurso negó tales aseveraciones y, en consecuencia, a Fernández se le retiró el título de Cuarta Finalista que obtuvo en el certamen.